# ميلاني أوليفر
ميلاني أوليفر (بالإنجليزية: Melanie Oliver)‏ هي مونتيرة نيوزيلندية، ولدت في القرن العشرين.

## وصلات خارجية
- ميلاني أوليفر على موقع IMDb (الإنجليزية)
- ميلاني أوليفر على موقع قاعدة بيانات الأفلام العربية
- ميلاني أوليفر على موقع ألو سيني (الفرنسية)
- ميلاني أوليفر على موقع أول موفي (الإنجليزية)
- ميلاني أوليفر على موقع قاعدة بيانات الأفلام السويدية (السويدية)
- ميلاني أوليفر على موقع قاعدة بيانات الفيلم (الإنجليزية)
- ميلاني أوليفر على موقع كينوبويسك (الروسية)